# Dexia triangularis
Dexia triangularis är en tvåvingeart som först beskrevs av Wulp 1867.  Dexia triangularis ingår i släktet Dexia och familjen parasitflugor.
Artens utbredningsområde är Wisconsin. Inga underarter finns listade i Catalogue of Life.